# Omnívoros
Omnívoros is een Spaanse horrorfilm uit 2013. De film ging in première op het Haapsalu Horror & Fantasy Film Festival, waar het ook de publieksprijs in ontvangst nam.

## Plot
Een culinair recensent die schrijft over geheime eetclubs, krijgt de kans om zich aan te sluiten bij een elitair genootschap van kannibalen.